# اقلیم یونان
اقلیم یونان غالباً مدیترانه‌ای است. با این حال، به‌دلیل جغرافیای این کشور، یونان طیف گسترده‌ای از اقلیم‌های خرد و گوناگونی‌های محلی دارد. سرزمین اصلی یونان بسیار کوهستانی است که آن را به یکی از کوهستانی‌ترین کشورهای اروپا بدل کرده است.